# Cal Torrents (Font-rubí)
Cal Torrents és una masia de Font-rubí (Alt Penedès) inclosa a l'Inventari del Patrimoni Arquitectònic de Catalunya.

## Descripció
La masia de Cal Torrents està situada dalt del turó on va originar-se el poble de Guardiola de Font-Rubí, i contribueix a la configuració de la imatge del nucli. D'estructura complexa, consta de soterrani, planta baixa, pis i golfes, amb coberta a dues vessants, de teula àrab. La planta baixa presenta portals adovellats i un pas interior de volta de canó. En conjunt, les obertures són rectangulars, llevat de la galeria d'arcs de mig punt de la façana lateral.